# Samenstelling Belgische Senaat 1839-1843
De lijst van leden van de Belgische Senaat van 1839 tot 1843. De Senaat telde toen 49 zetels. Het nationale kiesstelsel was in die periode gebaseerd op cijnskiesrecht, volgens een systeem van een meerderheidsstelsel, gecombineerd met een districtenstelsel. Iedere Belg die ouder dan 25 jaar was en een bepaalde hoeveelheid cijns betaalde, kreeg stemrecht. Hierdoor was er een beperkt kiezerskorps.
De legislatuur liep van 12 november 1839 tot 10 april 1843 en volgde uit de verkiezingen van 11 juni 1839. Bij deze verkiezingen werden 24 van de senatoren verkozen. Dit was het geval in de kieskringen Antwerpen, Mechelen, Turnhout, Brussel, Leuven, Nijvel, Kortrijk, Brugge, Tielt, Roeselare, Ieper, Veurne-Oostende-Diksmuide, Namen, Dinant-Philippeville, Aarlen-Bastenaken-Marche en Neufchâteau-Virton.
Tijdens deze legislatuur waren achtereenvolgens de unionistische regering-De Theux de Meylandt I (augustus 1834 - april 1840), de liberale regering-Lebeau (april 1840 - april 1841) en de unionistische regering-De Mûelenaere-Nothomb (april 1841 - april 1843) en de regering-Nothomb (april 1843 - juni 1845) in functie.

## Samenstelling
| Begin legislatuur (1839) | Begin legislatuur (1839) | Begin legislatuur (1839) | Einde legislatuur (1843) | Einde legislatuur (1843) | Einde legislatuur (1843) |
| Fractie                  | Fractie                  | Zetels                   | Fractie                  | Fractie                  | Zetels                   |
| ------------------------ | ------------------------ | ------------------------ | ------------------------ | ------------------------ | ------------------------ |
|                          | Katholieken              | 35                       |                          | Katholieken              | 34                       |
|                          | Liberalen                | 14                       |                          | Liberalen                | 14                       |

Wijzigingen in fractiesamenstelling:
- In 1842 neemt de katholiek Jean-Baptiste d'Ansembourg ontslag. Hij wordt niet meer vervangen.

## Lijst van de senatoren
| Senator                                        | Partij    | Aanduiding                   | Kieskring                 | Opmerkingen |
| ---------------------------------------------- | --------- | ---------------------------- | ------------------------- | --- |
| Charles-Joseph d'Ursel                         | Katholiek | Rechtstreeks gekozen senator | Antwerpen                 | |
| Joseph de Baillet                              | Katholiek | Rechtstreeks gekozen senator | Antwerpen                 | Ondervoorzitter. |
| Hippolyte della Faille d'Huysse                | Katholiek | Rechtstreeks gekozen senator | Mechelen                  | Vervangt vanaf 23 april 1840 de overleden Idesbalde Snoy d'Oppuers. |
| Ferdinand Philippe du Bois de Nevele           | Katholiek | Rechtstreeks gekozen senator | Turnhout                  | |
| Jacques Engler                                 | Liberaal  | Rechtstreeks gekozen senator | Brussel                   | |
| Goswin de Stassart                             | Liberaal  | Rechtstreeks gekozen senator | Brussel                   | |
| Henri de Merode                                | Katholiek | Rechtstreeks gekozen senator | Brussel                   | |
| Théodore de Baudequin de Peuthy d'Huldenberghe | Katholiek | Rechtstreeks gekozen senator | Leuven                    | |
| Philippe de Wouters d'Oplinter                 | Katholiek | Rechtstreeks gekozen senator | Leuven                    | |
| Joseph van der Linden d'Hooghvorst             | Katholiek | Rechtstreeks gekozen senator | Nijvel                    | |
| Charles Ferdinand de Macar                     | Liberaal  | Rechtstreeks gekozen senator | Nijvel                    | Vervangt vanaf 26 december 1839 Goswin de Stassart, die senator voor het arrondissement Brussel wordt. |
| Jean-Marie de Pelichy van Huerne               | Katholiek | Rechtstreeks gekozen senator | Brugge                    | |
| Eugène Marie van Hoobrouck de Mooreghem        | Katholiek | Rechtstreeks gekozen senator | Veurne-Oostende-Diksmuide | Secretaris. |
| Philippe De Ridder                             | Katholiek | Rechtstreeks gekozen senator | Veurne-Oostende-Diksmuide | |
| Auguste de Jonghe d'Ardoye                     | Katholiek | Rechtstreeks gekozen senator | Tielt                     | Quaestor. |
| Pierre Bonné                                   | Liberaal  | Rechtstreeks gekozen senator | Roeselare                 | |
| Gustave de Jonghe                              | Liberaal  | Rechtstreeks gekozen senator | Kortrijk                  | |
| Philippe Vilain XIIII                          | Katholiek | Rechtstreeks gekozen senator | Kortrijk                  | Ondervoorzitter. |
| Edouard Malou                                  | Liberaal  | Rechtstreeks gekozen senator | Ieper                     | |
| Charles Rooman                                 | Katholiek | Rechtstreeks gekozen senator | Eeklo                     | |
| Ferdinand d'Hoop                               | Katholiek | Rechtstreeks gekozen senator | Gent                      | Vervangt vanaf 11 november 1840 de overleden Emmanuel Borluut. |
| François Heyndericx                            | Katholiek | Rechtstreeks gekozen senator | Gent                      | |
| Thadée Van Saceghem                            | Katholiek | Rechtstreeks gekozen senator | Gent                      | |
| Jean Cassiers                                  | Katholiek | Rechtstreeks gekozen senator | Sint-Niklaas              | |
| Joseph d'Espiennes                             | Katholiek | Rechtstreeks gekozen senator | Dendermonde               | |
| Charles Rodriguez d'Evora y Vega               | Katholiek | Rechtstreeks gekozen senator | Oudenaarde                | Secretaris. |
| Jean-Baptiste Joseph d'Hane de Steenhuyse      | Katholiek | Rechtstreeks gekozen senator | Aalst                     | |
| Charles d'Andelot                              | Katholiek | Rechtstreeks gekozen senator | Aalst                     | |
| Dieudonné du Val de Beaulieu                   | Liberaal  | Rechtstreeks gekozen senator | Bergen                    | |
| Lambert Vanderheyden à Hauzeur                 | Liberaal  | Rechtstreeks gekozen senator | Thuin                     | |
| Augustin Dumon-Dumortier                       | Liberaal  | Rechtstreeks gekozen senator | Doornik                   | Secretaris. |
| Frédéric d'Ennetières                          | Katholiek | Rechtstreeks gekozen senator | Doornik                   | |
| Edouard de Rouillé                             | Katholiek | Rechtstreeks gekozen senator | Aat                       | Quaestor. |
| Charles de Bousies de Rouveroy                 | Liberaal  | Rechtstreeks gekozen senator | Zinnik                    | |
| François-Philippe de Haussy                    | Liberaal  | Rechtstreeks gekozen senator | Charleroi                 | |
| Louis van der Straten Ponthoz                  | Katholiek | Rechtstreeks gekozen senator | Luik                      | |
| Joseph de Potesta                              | Liberaal  | Rechtstreeks gekozen senator | Luik                      | |
| Hippolyte de Baré de Comogne                   | Katholiek | Rechtstreeks gekozen senator | Hoei                      | Secretaris. |
| Louis-Joseph de Renesse                        | Liberaal  | Rechtstreeks gekozen senator | Borgworm                  | |
| Raymond de Biolley                             | Katholiek | Rechtstreeks gekozen senator | Verviers                  | |
| François de Stockhem-Mean                      | Katholiek | Rechtstreeks gekozen senator | Hasselt                   | |
| Pierre de Schiervel                            | Katholiek | Rechtstreeks gekozen senator | Roermond                  | Senaatsvoorzitter. |
| Jean-Baptiste d'Ansembourg                     | Katholiek | Rechtstreeks gekozen senator | Maastricht                | D'Ansembourg neemt op 14 juni 1842 ontslag nadat hij het ridderschap van Nederlands Limburg aanvaardde, maar wordt niet meer vervangen. Dit komt omdat België door het verdrag van Londen in 1839 gedwongen werd om de kieskring Maastricht en de kieskring Roermond terug te geven aan Nederland. De senatoren gekozen in deze kieskring en de kieskring Roermond mochten echter tot 1843 in de Belgische Senaat blijven zetelen. |
| André Van Muysen                               | Liberaal  | Rechtstreeks gekozen senator | Maastricht                | |
| Emmanuel Coppens                               | Katholiek | Rechtstreeks gekozen senator | Aarlen-Bastenaken-Marche  | Vervangt vanaf 5 februari 1840 Camille de Briey, die senator voor het arrondissement Neufchâteau-Virton wordt. |
| Camille de Briey                               | Katholiek | Rechtstreeks gekozen senator | Neufchâteau-Virton        | |
| Perpète du Pont d'Ahérée                       | Katholiek | Rechtstreeks gekozen senator | Dinant-Philippeville      | |
| Pierre-Charles Desmanet de Biesme              | Katholiek | Rechtstreeks gekozen senator | Namen                     | |
| Florimond de Quarré                            | Katholiek | Rechtstreeks gekozen senator | Namen                     | Vervangt vanaf 26 december 1839 Goswin de Stassart (Liberaal), die senator voor het arrondissement Brussel wordt. |